# شورل
شورل  (به انگلیسی: Schorl) با فرمول شیمیایی  از مجموعه کانی هاست و از واژه شورل اخذ شده‌است. در اسیدها نامحلول است. ترکیب شیمیایی بسیار متغیر با انکلوزیون‌های مهمFe۳+, Mn , Ca و گاه حتی Cr , Ti , V , Li و غیره برای اولین بار در چک اسلواکی کشف شد و از نظر شکل بلور: خورشید تورمالین - منشوری - آسیکولار، رنگ: سیاه - قهوه‌ای - آبی سیاه، شفافیت: کدر(اپاک)، شکستگی: صدفی - نامنظم، جلا: شیشه ای، رخ: ناکامل - مطابق با سطح، سیستم تبلور: رمبوئدریک و در رده‌بندی سیلیکات است همچنین خاصیت مغناطیسی ندارد و منشأ تشکیل آن ماگمائی - پگماتیتی - دگرگونی - رگه‌های تیپ آلپی است.
همایند کانی‌شناسی (پارانژ) آن مشابه تورمالینآمفیبول-آکتینوت-ریه بکیت-بریل -آندالوزیت- ارتوز- آپاتیت- کوارتز- بریل- توپاز است
، از نظر ژیزمان بلوری - آگرگات متراکم - شعاعی - رشته‌ای فراوان است و بیشتر در یافت شده در آلمان غربی، چک اسلواکی، نروژ، سوئد، اطریش، سوئیس، نامبیا، ماداگاسکار، استرالیا، برزیل، آمریکا و کانادا یافت می‌شود.